# Солокія
Соло́кія  (англ.Solokiia, нім.Solokija, пол.Sołokija) — річка в Україні, та Польщі. Ліва притока Західного Бугу (басейн Балтійського моря).

## Опис
Довжина Солокії 88 км (за іншими даними — 71 км), площа басейну 939 км². У межах України долина річки широка (до 2,5—3 км), з пологими схилами. Заплава часто заболочена, вкрита лучною рослинністю. Річище помірно звивисте; його ширина до м. Белза 12—15 м, глибина до 2,5 м, нижче Солокія розширяється до 30—35 м, глибина сягає 3,5—4 м. Похил річки 0,9 м/км. Воду використовують для наповнення штучних водойм, технічного водопостачання та меліорації. Річище Солокії здебільшого відрегульоване, на окремих ділянках обваловане.

## Розташування
Протікає вздовж північно-східних схилів Розточчя і в межах Надбужанської котловини. Витоки розташовані на північний захід від міста Томашова (Польща), польсько-український кордон перетинає на захід від села Піддубного (біля міста Угнева), впадає в Західний Буг при південно-східній околиці міста Шептицький. На території Польщі Солокія тече з північного заходу на південний схід, біля кордону повертає під прямим кутом на північний схід. Перетнувши кордон, річка повертає на схід. 
Основна притока: Річиця
Над річкою розташовані міста: Угнів, Белз, Шептицький.

## Цікаві факти
- Солокія — колись мальовнича річка з надзвичайно чистою водою та мальовничими звивистими берегами. Відома як чудове місце відпочинку та мисливства. Значними були й запаси риби. В період полювання на пернатих Угнів ставав «меккою» мисливців.
- Річка Солокія, так само як і річка Сян, котра протікає через місто Перемишль, відноситься до басейну Балтійського моря.
- На Солокії в Угневі зберігся водяний млин з пристроєм для водяного приводу. За часів Радянського Союзу була проведена меліорація та випрямлення русла. Після того річка перетворилась фактично в магістральний меліоративний канал. Осушені угіддя не виправдали сподівань щодо використання у сільському господарстві — їхня продуктивність є вкрай низькою.
- Річка Солокія в давнину називалась так само, як і саме місто - Белз.

А ще в 1960 роках річку зробили прямою бульдозерами щоб вона не затоплювала прилеглі міста (так само це зробили із річкою Річицею)